# Yes
Yes é uma banda britânica de rock progressivo formada originalmente por Jon Anderson (vocal), Chris Squire (baixo), Tony Kaye (teclado), Peter Banks (guitarra) e Bill Bruford (bateria) em 1968. Apesar das muitas mudanças na formação, separações ocasionais e as diversas mudanças na música popular, o grupo está ativo há 50 anos e ainda detém grande prestígio internacional.
A popularidade significativa da banda teve início principalmente após o lançamento do disco The Yes Album, onde o Yes começou a explorar os novos horizontes do rock progressivo (gênero este que estava surgindo na cena britânica), com músicas mais longas e complexas. Nos discos Fragile e Close to the Edge, e a estreia de Rick Wakeman nos teclados em Fragile, a banda cimenta sua fama ao redor do mundo e o ápice de sua carreira; o subsequente Close to the Edge é considerado por musicólogos e críticos como a essência do rock progressivo e o melhor álbum do gênero.
Tales From Topographic Oceans, um álbum conceitual lançado em 1973, contém apenas 4 grandes suítes, e que embora fora bem sucedido comercialmente, foi criticado por levar a música a patamares bem exagerados. Lançado em 1974, Relayer foi um álbum bem mais aceito pela crítica e pelos fãs, gerando a energética suíte 'The Gates of Delirium' e o single subsequente, 'Soon'. Nessa época, Wakeman abandonou a banda e foi substituído por Patrick Moraz, que constribuiu somente neste álbum. Wakeman retorna em Going for the One, que foi um inesperado sucesso da banda, já que todo o rock progressivo passava por dificuldades por conta do advento do punk rock que criticava o rock progressivo por seus excessos e trazia a simplicidade do rock n' roll, e gêneros como o new wave e synthpop. A suíte 'Awaken' é considerada por Jon Anderson como uma obra-prima. O álbum gerou o single 'Wonderous Stories', e consistiu no primeiro entre uma série de lançamentos da banda em que se abandonava os excessos musicais e suítes longas para algo mais atraente a um público maior, ao incorporar elementos da música pop, atingindo seu ápice com o bem-sucedido 90125 e Big Generator.
Suas canções continham melodias e letras místicas, suítes longas com referências eruditas, trabalhos de harmonias vocais abstratas entre Jon Anderson e Chris Squire e alguns de seus álbuns focados em formato de álbuns conceituais, com canções unificadas que contavam histórias surreais e traziam um tema em comum. As capas emblemáticas de seus discos eram elaboradas pelo ilustrador Roger Dean. Na história do rock n' roll, raramente um instrumento como o teclado fora colocado em um patamar de importância tão relevante quanto à guitarra (da mesma forma como o Jethro Tull ficou conhecido por incorporar sons de flautas em suas músicas). Em 2016 o Yes foi introduzido ao Rock and Roll Hall of Fame. O Yes é uma das bandas mais antigas ainda em atividade, comemorando em 2018, 50 anos de carreira com a estreia de uma nova turnê. É também uma das bandas de rock progressivo mais bem sucedidas, influentes e mais duradouras. Eles venderam 13,5 milhões de álbuns certificados pela RIAA nos EUA.

## História

### Primórdios
O Yes foi formado em 1968 pelo vocalista Jon Anderson e pelo baixista Chris Squire. Jon Anderson já havia gravado um compacto em 1964 como membro do The Warriors, uma banda formada pelo seu irmão, Tony Anderson, e posteriormente gravou alguns compactos pela Parlophone Records sob o pseudônimo Hans Christian Anderson. Durante pouco tempo, Chris Squire foi membro da banda Gun e da The Syn, uma banda de rock psicodélico que gravou alguns compactos para a Deram Records. Após o fim do The Syn, Squire passou um ano dedicando-se a desenvolver sua técnica no baixo, altamente influenciado pelo baixista John Entwistle, do The Who. E então, em maio de 1968, ele conheceu Anderson em um clube noturno em Soho, chamado La Chasse, aonde Anderson estava trabalhando. Os dois possuíam um interesse em comum por harmonias vocais e começaram a trabalhar juntos no dia seguinte.
Squire estava em uma banda chamada Mabel Greer's Toyshop com Clive Bailey, e Anderson começou a fazer vocais para a banda. O baterista Bill Bruford foi recrutado, respondendo um anúncio no Melody Maker, substituindo Bob Hagger. Fã de jazz, Bruford anteriormente havia tocado em três concertos com o grupo de blues Savoy Brown.
Bailey saiu do grupo, sendo substituído na função de guitarrista por Peter Banks. Juntou-se ao grupo o tecladista Tony Kaye, ex-integrante de várias bandas sem sucesso, como Johnny Taylor's Star Combo, The Federals e Jimmy Winston and His Reflections. Após a entrada de Kaye, a banda passou a se chamar Yes. O nome foi sugerido por Banks, com o raciocínio de que a palavra iria se destacar em pôsteres publicitários. De acordo com Anderson, o nome foi aceito por ser uma palavra positiva.
O primeiro concerto do Yes foi no East Mersey Youth Camp na Inglaterra no dia 4 de Agosto de 1968. Logo após, eles abriram para o Cream em seu show de despedida no Royal Albert Hall. No início, o grupo ganhou notoriedade por fazer versões drasticamente alteradas, mais extensas, de músicas de outros artistas, de modo similar ao que o Deep Purple fazia. A banda começou a chamar atenção, chegando a aparecer no programa de John Peel e tendo sido escolhida por Tony Wilson do Melody Maker como sendo uma das duas bandas mais "Provaveis a Serem Bem-Sucedidas" - a outra era o Led Zeppelin.
O primeiro álbum, homônimo, foi lançado em 25 de Julho de 1969. Desde o início, o Yes já era uma banda de músicos excelentes com objetivos ambiciosos. Peter Banks imediatamente ganhou a atenção de fãs e críticos, e os vocais harmoniosos de Anderson e Squire se tornaram uma imediata marca registrada da sonoridade do Yes. O ponto de vista otimista e vagamente futurista do mundo contribuía para uma sonoridade melódica, virtuosa e entusiasmada. Os destaques do álbum de estreia eram a versão jazzística de "I See You", do The Byrds e a faixa de encerramento "Survival", que demonstrava uma combinação de harmonias vocais com uma construção musical complexa.
Em 1970, o grupo levou suas ambições ao extremo, especialmente para esse período, ao gravar e lançar seu segundo disco, desta vez acompanhado por uma orquestra de trinta músicos. Time and a Word apresentava composições originais, com exceção de duas músicas, "No Opportunity Necessary, No Experience Needed", de Richie Havens e "Everydays", de Stephen Stills. A releitura épica da canção de Havens também incluía trechos da música-tema do filme The Big Country. Apesar de ser musicalmente excepcional em termos de melodia e com uma execução potente das composições, a orquestra (e o tecladista Tony Kaye) ofuscaram Banks e grande parte do trabalho vocal, deixando Time and a Word como um trabalho de banda mal-equilibrado. Antes do lançamento do disco, Peter Banks foi demitido, sendo substituído por Steve Howe, ex-integrante das bandas Tomorrow, The Syndicats e The In Crowd. A capa da versão americana do disco mostrava uma foto da banda com Howe, como se o recém-chegado guitarrista tivesse tocado no disco.

### A formação "clássica"
As gravações do Yes durante a década de 1970 ainda hoje são consideradas por muitos fãs como sendo o som clássico do Yes. Esses discos apresentam arranjos complexos com orientação de música erudita, marcações de tempo incomuns, musicalidade virtuosa, mudanças métricas dramáticas, dinâmicas e letras surrealistas de significados obscuros. O repertório comumente excedia a estrutura padrão das canções pop de duração média de três minutos com suítes longas, algumas vezes com vinte minutos ou mais, fazendo da banda um dos carros-chefe do emergente rock progressivo. Versos com vocais alternavam-se com interlúdios instrumentais atmosféricos, passagens frenéticas e improvisos longos de guitarra, teclado e baixo. As marcas registradas deste período clássico são os vocais agudos e melódicos de Jon Anderson, os solos de guitarra e teclado de Steve Howe e Rick Wakeman, respectivamente, a bateria poliritmica de Bill Bruford (e, posteriormente, Alan White) e o baixo altamente melódico e ao mesmo tempo agressivo de Chris Squire, destacado pelo som de seu Rickenbacker RM1999.
Chris Squire foi um dos primeiros baixistas de rock a adaptar de forma bem-sucedida efeitos de guitarra para seu baixo, tais como tremolo, phasers e pedal wah-wah. A seção rítmica de Squire/Bruford e Squire/White é considerada por muitos como uma das melhores do rock daquele tempo.
Os dois primeiros discos do Yes uniam material original com covers de suas principais influências, incluindo Beatles, The Byrds e Simon & Garfunkel. A saída de Peter Banks em 1970 e a chegada de Steve Howe levou o Yes a novos pontos. O novo estilo emergente do grupo gerou seu próximo álbum, o bem-recebido pela crítica The Yes Album, que pela primeira vez consistia inteiramente de composições originais. Também foi o disco que iniciou a parceria com o produtor e engenheiro de som Eddie Offord, cuja habilidade com estúdio foi um elemento-chave na criação do som do Yes.
Em 1971, o tecladista Tony Kaye decidiu sair, vindo a formar depois sua própria banda, Badger. Apesar de ser um tecladista talentoso que contribuía com passagens memoráveis em seu órgão Hammond (particularmente nas clássicas "Everydays" e "Yours is No Disgrace"), Kaye não conseguia se equiparar à guitarra de Howe no que diz respeito aos improvisos. Ele foi substituído por Rick Wakeman, de treinamento clássico, que havia acabado de sair do The Strawbs e era um músico de estúdio notável, tendo tocado com David Bowie e Lou Reed. Wakeman trouxe os teclados a um nível tão alto quanto o da guitarra, uma situação rara para um grupo de rock.
Como um solista, Wakeman provou-se um perfeito colega para Howe. Ele também trouxe duas adições vitais para a instrumentação do grupo - o Mellotron (que Kaye se mostrava pouco à vontade em usar) e o sintetizador Minimoog. Seu visual no palco também era marcante: Wakeman era rodeado por vários teclados, e possuía um cabelo loiro longo e uma capa brilhante, ganhando ares de mago. Apesar do grande impacto visual, sua aparência se tornou objeto de ridículo para alguns.
A primeira gravação dessa nova formação (Anderson, Bruford, Howe, Squire e Wakeman) foi uma interpretação dinâmica de dez minutos de duração de "America" de Paul Simon, originalmente do disco The Age of Atlantic, uma compilação de várias bandas da Atlantic Records. O excelente trabalho de órgão na música na verdade foi tocado por Bruford. Foi simultaneamente o fim de uma era - foi a última faixa não-original que a banda gravou - e o início de outra, demonstrando todos os elementos do novo Yes.
Com Wakeman a bordo, o Yes entrou naquele que muitos consideram como sendo seu período mais fértil e bem-sucedido, gravando dois discos muito bem recebidos. Fragile (1971) constou no Top 10 na América, assim como Close to the Edge (1972). O Yes gozou de enorme sucesso comercial e de crítica por todo o mundo e passou a possuir um dos shows mais populares da época. Eles também se valeram dos tremendos avanços na tecnologia para som ao vivo que surgiam na época, e eles eram renomados pela alta qualidade de som e iluminação no palco. Os dois discos se tornaram grandes marcos na história do rock progressivo. Inclusive, muitos consideram o álbum Close to the Edge como sendo o ponto máximo de todo o gênero.
Fragile apresentava as capacidades individuais da banda apresentando uma composição individual de cada um: "We Have Heaven" de Anderson, "Mood for a Day" de Howe, "Cans and Brahms" de Wakeman, "Five per Cent for Nothing" de Bruford e "The Fish" de Squire. As outras quatro faixas do disco eram composições de toda a banda (destaque para a excelente "Roundabout"). Fragile também marcou o início de uma longa parceria com o artista Roger Dean, que desenvolveu o logotipo do grupo e as capas de seus álbuns, bem como os cenários de palco. Dean também trabalharia para outras bandas do gênero, tornando suas ilustrações psicodélicas e ricas de detalhes uma característica marcante do rock progressivo.
Antes do lançamento de Close to the Edge, durante o auge do sucesso da banda, Bill Bruford anunciou que estava saindo da banda para se unir ao King Crimson. A atitude de Bruford causou espanto geral, pois Bruford estava deixando uma banda de grande sucesso comercial para se unir a uma banda de potencial comercial tão fraco - devido ao alto teor experimental da musicalidade do King Crimson. Ele foi substituído pelo ex-baterista da Plastic Ono Band, Alan White, um baterista de rock mais convencional e dono de um estilo contrastante com a sonoridade imaginativa e jazzistíca de Bruford. White, amigo de Anderson e Offord, já vinha sendo sondado pela banda semanas antes da saída de Bruford. Chris Squire ameaçou jogá-lo pela janela caso ele não aceitasse entrar na banda. Ele aceitou, permanecendo na banda por mais de trinta anos, contribuindo com mudanças de tempo ambiciosas e uma capacidade colaborativa muito proveitosa para o Yes. White conseguiu aprender o repertório altamente ambicioso da banda em apenas três dias antes de iniciar a turnê, que teve início logo após o lançamento de Close to the Edge, em Setembro de 1972. A turnê rendeu o álbum ao vivo triplo Yessongs'. O disco inclui duas faixas gravadas com Bruford: "Perpetual Change", com um solo de bateria de Bruford, e "The Fish".
Yessongs foi um projeto ambicioso e sem dúvidas uma aposta arriscada da gravadora Atlantic Records. Foi um dos primeiros discos triplos da história do rock, apresentando versões ao vivo de todo o material original dos três discos anteriores. Apresentada em uma das embalagens mais luxuosas da época, a arte de Roger Dean se espalhava através das dobras e dava continuidade aos conceitos orgânico-cósmicos dos dois discos anteriores. O disco foi outro sucesso de vendas e foi recentemente votado como um dos vinte melhores álbuns ao vivo de todos os tempos. Um vídeo da turnê, lançado sob o mesmo nome, apresentando filmagens (com Howe ganhando grande destaque por ser cunhado do editor) misturadas com efeitos visuais psicodélicos.
O próximo disco de estúdio, Tales from Topographic Oceans, marcou uma mudança drástica na sorte da banda, dividindo fãs e critícos. Apesar de composições longas do Yes já serem comuns nesse ponto - a faixa-título de Close to the Edge ocupava todo um lado do LP - as quatro faixas de duração média de vinte minutos que constituíam o disco duplo Tales from Topographic Oceans receberam opiniões mistas e deixou a sensação de que a banda estava começando a exagerar. Gravado após uma longa turnê, o disco foi descrito por Jon Anderson como sendo "o ponto de encontro de grandes ideias e pouca energia". Rick Wakeman, em particular, desaprovou o disco, e até hoje fala mal dele. É dito que o filme This is Spinal Tap tirou inspiração deste disco e da sua respectiva turnê. Por outro lado, fanáticos por rock progressivo o consideram um dos melhores discos de rock progressivo de todos os tempos. Não importa que opiniões receba, a única coisa certa é que o disco deixa uma impressão extrema, seja ela positiva ou negativa.
Tensões internas entre Wakeman e o resto da banda, bem como a cada vez mais bem-sucedida carreira solo do tecladista, o levaram a sair da banda após a turnê de Tales em 1974. Dedicando-se por completo à sua carreira solo, ele obteve grande sucesso.

### Mudanças
Wakeman foi substituído pelo suíço Patrick Moraz para gravar Relayer em 1974. A vasta diferença entre as contribuições de Moraz para o Yes entre as de Wakeman foi mais uma novidade do que um desapontamento, sendo Moraz um músico de electric-jazz, mais voltado para experimentações e improvisos. Mais uma vez, o disco apresentava uma faixa que tomava um lado inteiro do vinil, "The Gates of Delirium", cuja seção "Soon" foi lançada como compacto, obtendo grande sucesso comercial no mundo todo, alcançando a primeira posição nas paradas espanholas e se tornando uma das primeiras músicas representativas do Yes perante o grande público no Brasil. Após um longa turnê entre 1975 e 1976, cada membro lançou um álbum solo. Na mesma época, foi lançada a coletânea Yesterdays (álbum de Yes), contendo faixas dos dois primeiros discos e abrindo com "America".
O grupo deu início a sessões para um novo disco. Os eventos nesse período têm relatos incertos, mas é fato que após negociações, Rick Wakeman voltou para a banda como músico de estúdio. A confusão vêm de Moraz estando ou não no disco, afirmando que merecia crédito por grande parte da música presente no álbum resultante. Howe inclusive afirmou que a banda "tentou remover o máximo do Patrick das canções o tanto quanto era possível", o que dá a entender que ele de fato contribuiu para as sessões iniciais. Todo o crédito dado à Moraz se resume a estar no topo da ambígua lista de agradecimento presente no encarte. Em todo caso, após ficar impressionado com o novo material Wakeman resolveu voltar como membro permanente. Apesar da faixa "Awaken", de quinze minutos, o álbum resultante, Going for the One, é basicamente composto por músicas curtas, incluindo "Wonderous Stories", lançada como single em 1977. Este disco e o próximo, Tormato (1978), feito com a mesma formação, obtiveram sucesso na árdua tarefa de passarem com alguma notoriedade durante o auge do movimento punk rock na Inglaterra, quando o Yes era muito criticado pela imprensa musical por ser um dos maiores expoentes dos excessos do rock progressivo feitos no início da década de 1970. Ironicamente, o Yes foi o que talvez melhor atravessou esse período, entre todas as bandas daquela época.
Enquanto Going for the One obteve sucesso favorável, Tormato foi outro disco que gerou discordância entre os fãs, com muitos acreditando que metade do disco é simplesmente para ocupar espaço, enquanto outros afirmam que isso foi uma progressão lógica a partir de Going for the One, que iniciava uma sonoridade mais pop, menos sofisticada. Fãs do som clássico do Yes ficaram mais contentes em relação à última faixa, a sinfônica e jazzistíca "On the Silent Wings of Freedom", guiada pela batida energética de White e o baixo harmonioso de Squire. Os membros da banda afirmam que eles não estavam exatamente certos em relação ao material presente no disco, e, virtualmente, ninguém gostou da arte da capa. No entanto, apesar das critícas internas ou externas em relação a esse disco, a banda obteve sucesso com turnês entre 1978 e 1979.
Em Outubro de 1979, o Yes foi a Paris com o produtor Roy Thomas Baker, que ainda tinha prestígio devido ao seu trabalho com o disco de estreia do The Cars. Existem várias afirmações dos integrantes e rumores em relação ao fato de que as sessões não serviram para produzir nenhum álbum. Howe, Squire e White disseram em 1980 que nenhum deles gostaram das músicas que Anderson apresentou para a banda, afirmando que elas eram muito leves, sem o peso que o trio sentia que estava gerando durante seu tempo juntos. Gravações clandestinas dessas sessões sugerem que essas afirmações estavam corretas, sendo que algumas apareceram em um disco solo de Anderson Song of Seven. Em Dezembro, as sessões se encerraram quando Alan White quebrou o pé. Existe fortes especulações que afirmam que Anderson e os membros remanescentes da banda tiveram uma discussão sobre problemas financeiros, com argumentos sobre gastos individuais excessivos de fundos da banda como um todo. Por volta de Maio de 1980, a situação chegou a tal ponto que fez com que Anderson deixasse o grupo, já que não houve nenhum entendimento sobre a direção musical e remunerações financeiras. Após a saída de Anderson, Wakeman também deixou o grupo, acreditando que o Yes não poderia continuar sem a voz de Anderson, um dos elementos-chave da sonoridade do Yes.
O empresário Brian Lane sugeriu que Squire convidasse os dois integrantes que compunham o The Buggles, Geoffrey Downes (teclados) e Trevor Horn (vocal) - que vinham tendo grande sucesso comercial com seu disco The Age of Plastic, impulsionado pelo single "Video Killed Radio Star" - para ajudar o Yes a gravar um novo disco. Inicialmente, a ideia era que Downes e Horn ajudassem a compor novo material - eles já tinham uma música chamada "We Can Fly from Here", escrita já tendo o Yes em mente. Logo, Howe, Squire e White confessaram que estavam sem vocalista e tecladista. Para surpresa de Downes e Horn, eles foram convidados para se unir ao Yes como membros fixos. Eles aceitaram, e gravaram o álbum Drama, em 1980. Drama possuía um som mais pesado do que o que era feito pelo Yes anteriormente, começando com "Machine Messiah", uma das primeiras músicas a demonstrar uma sonoridade que mais tarde seria definida como metal progressivo. O disco foi muito bem recebido pelos fãs, mas muitos sentiram a falta das letras e vocais de Anderson. A capa interna do disco mostrava um estilo casa-do-horror na capa e no design, uma anomalia que deixou alguns fãs perplexos. O álbum em si foi bem aceito, recuperando o peso que não constava em uma gravação do Yes desde The Yes Album. A banda saiu em turnê pela América em Setembro de 1980. O consenso geral era de que Horn cantava muito bem o novo material (mesmo não tendo nenhuma experiência em cantar diante de uma plateia das proporções que assistiam um show do Yes) mas decepcionava ao tentar reproduzir os clássicos do Yes. Quando a banda voltou à Inglaterra no final de 1980, a imprensa inglesa disparou grandes criticas sobre Horn e Yes.
Depois da turnê de Drama, o Yes deu uma pausa para repensar seu futuro. Trevor Horn deixou a banda para se dedicar à produção. Alan White e Chris Squire deixaram o Yes, mas continuaram trabalhando juntos começando uma série de sessões com o ex-guitarrista do Led Zeppelin Jimmy Page. O trio se juntou como XYZ, uma referência a "ex-Yes-e-Zeppelin", mas nada saiu dessas sessões quando o ex-vocalista do Zeppelin Robert Plant não demonstrou interesse pelo projeto. O XYZ produziu algumas fitas demo, e alguns elementos das músicas criadas nessa produção apareceram em músicas posteriores do Yes (mais notavelmente "Mind Drive" de Keys to Ascension 2 e "Can You Imagine" de Magnification). Em 1981, Squire e White lançaram uma parceira na forma de single, "Run With The Fox". Downes e Howe, que eram os únicos membros dispostos à continuar no Yes na época, optaram por não continuar com a banda. Ao invés disso, eles formaram a banda Asia, junto com John Wetton (ex-King Crimson) no baixo e no vocal e Carl Palmer, do Emerson, Lake & Palmer na bateria.

### O retorno acidental
Em 1982, passado mais de um ano depois do fim do Yes, Chris Squire e Alan White formaram um novo grupo, chamado Cinema, junto com o guitarrista Trevor Rabin (do Rabbit). O primeiro tecladista do Yes, Tony Kaye, foi chamado de volta para participar, já que Squire acreditava que a técnica mais direta de Kaye iria cair bem para a banda. Rabin, que já era um artista solo com três discos lançados, ajudou a compor "Owner of a Lonely Heart". Seu direcionamento pop deu a música um apelo comercial o suficiente para fazê-la ter destaque na era MTV, mas ainda assim, ela trazia alguns aspectos do estilo original do Yes - em especial, as harmonias vocais. Originalmente, os vocais seriam de Rabin e Squire, mas no começo de 1983, Chris Squire tocou para Jon Anderson algumas das músicas do Cinema em uma festa em Los Angeles. Impressionado por músicas como "Leave It", Anderson aceitou o convite de Squire de cantar nesse novo projeto, resultando numa reformulação "acidental" do Yes. Muitos fãs chamam essa formação de "Yes do Oeste", devido à residência da banda em Los Angeles e sua nova sonoridade, típica de bandas pop americanas. Essa versão do Yes também é chamada de "Generators", originado do nome do segundo disco dessa formação, Big Generator. A nova sonoridade desagradou muitos fãs, por abrir mão de suas características originais para se valer de músicas próprias para se tocarem em rádios. No entanto, deve ser notado que muitos fãs do Yes gostam dos dois períodos.
O primeiro disco da banda desde a reunião, 90125 (produzido pelo ex-vocalista Trevor Horn), apresentou uma mudança radical em relação a seu som original. Era mais visceral, com efeitos eletrônicos modernos. 90125 foi o disco do Yes mais bem-sucedido, eventualmente vendendo mais de seis milhões de cópias e assegurando um longo tempo de durabilidade para o Yes, com uma turnê que durou mais de um ano. A música "Owner of a Lonely Heart" foi um sucesso em várias paradas (e sampleada inúmeras vezes desde então), inclusive no Brasil, onde até hoje é talvez uma das músicas mais famosas da banda. O tecladista que aparece no videoclipe da música é Eddie Jobson. Yes também obteve sucesso com "Leave It" e "It Can Happen", e ganhou um Grammy por Melhor Instrumental de Rock ("Cinema", uma jam-session curta e complexa), sugerindo que o grupo não abandonou por completo sua musicalidade em troca de sucesso comercial, como alguns fãs alegam. O álbum de sucesso também gerou um vídeo (9012Live) e um disco ao vivo (9012Live: The Solos) que incluía peças solo de Anderson, Rabin, Squire e Kaye, além de uma jam entre Squire e White.
Em 1985, encerraram a Primeira Edição do Rock in Rio com uma apresentação memorável.
Em 1986, o Yes começou a gravar Big Generator. Infelizmente, problemas internos (principalmente entre Squire e Anderson) ameaçavam o encerramento do processo de gravação, e Trevor Rabin acabou finalizando sua produção. Apesar de Big Generator (1987) não ter sido tão bem-sucedido quanto 90125, ainda assim conseguiu vender dois milhões de cópias. Alguns fãs do Yes consideram Big Generator como sendo mais fiel ao som original do Yes do que seu predecessor, graças a um esforço concentrativo de gravar músicas mais longas como "I'm Running" do que as faixas mais pop. "Love Will Find a Way" se saiu moderadamente bem nas paradas, juntamente com "Rhythm of Love", quase passando do Top 40. A turnê de 1988 terminou com um show no Madison Square Garden, como parte das comemorações de quarenta anos da Atlantic Records, mas deixou os membros do Yes exaustos e frustrados uns com os outros.

### União e Reunião
Jon Anderson começou a demonstrar sinais de cansaço do direcionamento do novo Yes. Ele queria que a banda voltasse a seu som clássico. Após a turnê de 1988, Anderson, assegurando que jamais ficaria na banda pelo dinheiro, começou a trabalhar com os ex-membros do Yes Rick Wakeman, Steve Howe e Bill Bruford. Alguns na banda (em particular, Bill Bruford) queriam se distanciar do nome "Yes". Além disso, os ex-membros do Yes não poderiam usar o nome da banda, já que Squire, White, Kaye, Rabin e, ironicamente, Anderson, estavam mantendo os direitos sobre ele, desde o contrato de 90125. Subsequentemente, o novo grupo se chamou Anderson Bruford Wakeman Howe, ou simplesmente ABWH. O projeto incluía Tony Levin no baixo, trazido na banda por Bruford, com quem havia trabalhado no King Crimson. Com um apelo musical atraente para fãs antigos e novos do Yes, o álbum-intitulado foi lançado em 1989, com um sucesso moderado que chegou a render um disco de ouro, impulsionado pelo vídeo de "Brother of Mine", sucesso na MTV. No entanto, eles não gravaram tudo em conjunto como faziam nos anos 1970, e, ao invés disso, tiveram suas partes gravadas individualmente para depois serem organizadas por Anderson. Howe disse à imprensa que estava descontente com a mixagem de suas guitarras no disco (uma versão de "Fist of Fire" com maior destaque para as guitarras de Howe viria a aparecer no box set In a Word, lançado em 2001). De acordo com Bruford, o crédito de quatro nomes não significava que foi este o modo como o processo de composição ocorreu. Depois do lançamento do álbum, batalhas legais (iniciadas pela Atlantic Records) complicaram o uso do título da turnê do ABWH, An Evening of Yes Music Plus, gravação ao vivo na qual tinha Jeff Berlin substituindo Levin, forçado a ficar em reposuo durante duas semanas devido a uma doença. Além disso, os shows tinham músicos extras: Julian Colbeck nos teclados e Milton McDonald nas guitarras. A turnê alternava músicas do ABWH com clássicos do Yes, e cada noite abria com pequenos solos de cada um dos quatro membros do Yes.
Enquanto isso, o Yes estava trabalhando no seu novo trabalho. A banda começou a fazer testes com um novo vocalista, trabalhando com o ex-Supertramp Roger Hodgson e com o letrista Billy Sherwood, do World Trade. Hodgson gostou da estadia, mas preferiu não fazer parte da banda. A gravadora do ABWH, Arista Records, encorajou o quarteto à procurar compositores, e Trevor Rabin demonstrou interesse, enviando-lhes uma demo. A Arista percebeu o potencial comercial que teria uma reunião do Yes. No decorrer do começo do ano 1991, telefonemas foram feitos, advogados empregados, e propostas feitas, resultando no Yes do Oeste se unindo ao ABWH para fazer o álbum Union. Cada grupo fez suas próprias canções, com Jon Anderson cantando em todas as faixas. Chris Squire fez vocais de apoio para algumas das faixas do ABWH. As partes de baixo de todo o disco foram feitas por Tony Levin. Uma turnê mundial reuniu todos os oito membros da banda no mesmo palco, em uma formação "Mega-Yes", de pouca longevidade, que consistia em Anderson, Squire, Howe, Rabin, Kaye, Wakeman, Bruford e White, mas o disco em si provou-se ser menos do que a soma das duas partes. Claramente uma combinação de duas gravações distintas, nenhuma das músicas apresentava os oito membros simultaneamente. Dois terços eram na verdade composições do ABWH, enquanto Rabin e Squire contribuíram para quatro músicas (contando com uma colaboração de Billy Sherwood). Praticamente toda a banda declarou publicamente seu descontentamento do produto final, graças ao envolvimento secreto do produtor Jonathan Elias com músicos de estúdio depois das sessões iniciais; Bruford perdeu praticamente toda sua participação no disco, e Wakeman não foi capaz de reconhecer nenhuma de suas partes de teclado na edição final. A turnê do projeto apresentava músicas de toda a carreira da banda, e foi uma das turnês mais ambiciosas realizadas entre 1991 e 1992.

### A década de 1990
Quando a turnê acabou em 1992, Bill Bruford e Steve Howe gravaram um disco com reinterpretações instrumentais de músicas do Yes através de uma orquestra, com vocais de Jon Anderson em duas músicas. Chamado Thy Symphony Music of Yes, o disco oferecia novas versões de clássicos do Yes e foi produzido pela lenda do rock progressivo Alan Parsons. Depois do lançamento do álbum, Bruford preferiu se afastar de possíveis novos projetos do Yes. Jon Anderson começou a escrever com Howe e Rabin, separadamente, mas eventualmente Howe não foi convidado a participar do próximo disco pela gravadora Victory Records, que propôs à Rabin que a formação de 90125 voltasse. Rabin propôs que Wakeman estivesse incluído. Em 1993, Wakeman teve que recusar o convite, tendo mais tarde expressado seu arrependimento de não ter tocado junto com Rabin (Rabin declarou o mesmo) - exceto sob o projeto Union, apesar de que Rabin fez uma participação especial em um álbum solo de Wakeman, Return to the Centre of the Earth (1999). O Yes voltou com sua formação famosa da década de 1980, contando com Anderson, Squire, Rabin, Kaye e White. Em 1994, o Yes lançou Talk, um dos discos menos vendidos da banda. Com fraca divulgação por parte da gravadora e das rádios americanas, "The Calling" passou quase despercebida, mesmo sendo um dos singles do Yes com mais potencial de sucesso desde "Owner of a Lonely Heart". David Letterman ouviu a canção em seu carro e imediatamente pôs-se a procurar essa "nova banda", com a intenção de chamá-los para seu programa, o que de fato aconteceu, no dia 20 de Junho de 1994, aonde tocaram "Walls". A colaboração de Jon Anderson e Trevor Rabin resultou numa fusão memorável do "novo" e do "velho" Yes. Alguns frutos do trabalho da banda com Roger Hodgson também apareceram no álbum. Na turnê de 1994, o guitarrista e vocalista Billy Sherwood, que teve parte na composição de "The More We Live", do Union, junto com Squire, se uniu à banda. Perto do fim de 1995, Tony Kaye e Trevor Rabin saíram da banda, com Rabin partindo para uma muito bem-sucedida carreira compondo trilhas sonoras e Kaye se aposentando da carreira musical (apesar de ter tocado órgão Hammond em várias faixas do projeto de Billy Sherwood Return To The Dark Side of the Moon, em 2006).
Provando ser verdadeiro o provérbio "nunca diga nunca", a banda surpreendeu e emocionou fãs ao reformar a formação clássica dos anos 1970, composta de Anderson, Squire, White, Howe e Wakeman para três shows na cidade de San Luis Obispo, na Califórnia, em 1996. As gravações renderam os discos ao vivo Keys to Ascension e Keys to Ascension 2. A parte 2, em particular, contava com 48 minutos de novas músicas. A banda ficou desapontada pelo novo material não ter sido lançado como um disco de estúdio separado, que teria o título Know. As novas faixas foram lançadas posteriormente como Keystudio. Wakeman saiu do grupo antes do lançamento de Keys to Ascension 2 depois que uma turnê do Yes foi planejada sem sua decisão ser consultada, e também pela sua frustração sobre a decisão de enterrar as faixas de Keystudio no meio de álbuns ao vivo redundantes.

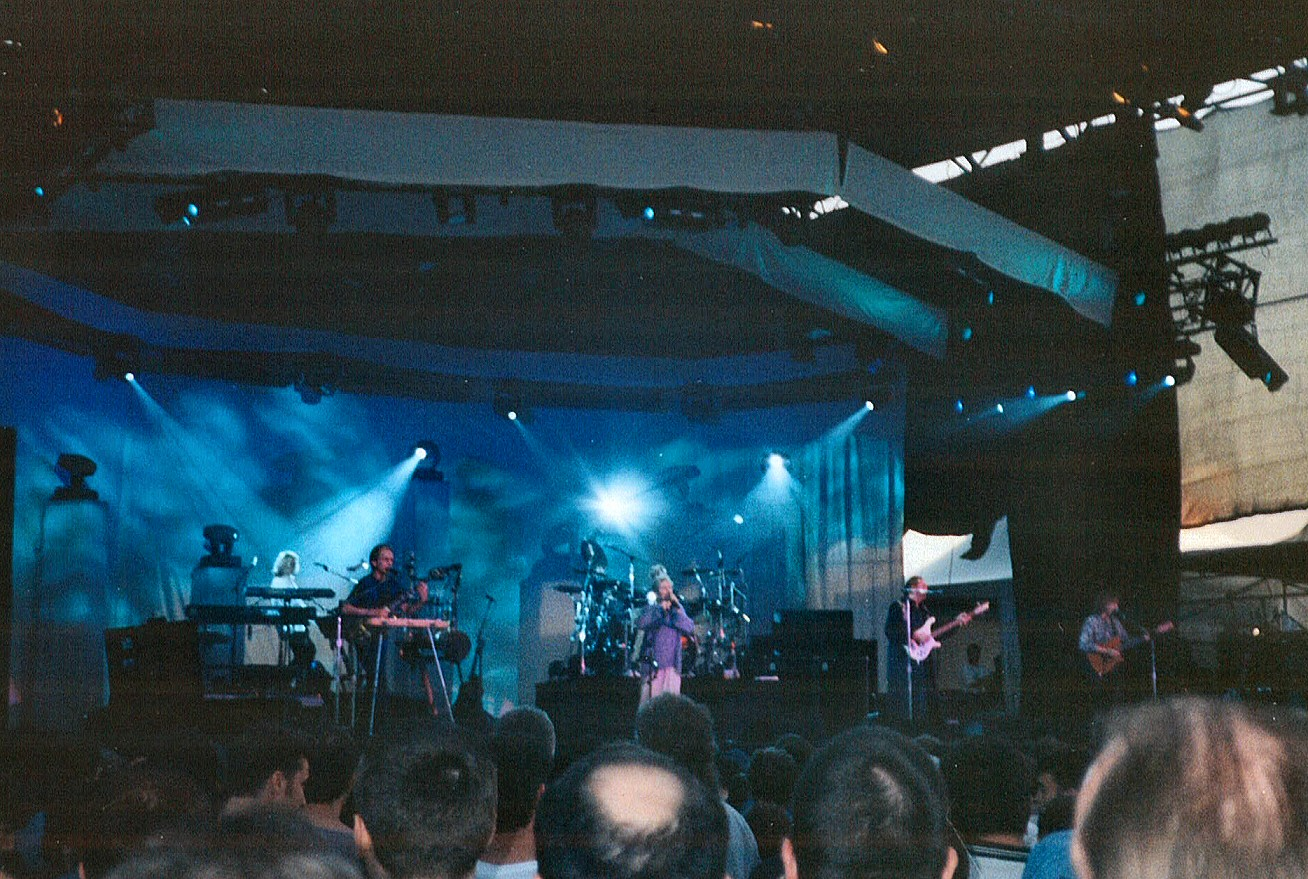
Yes live 1998

Billy Sherwood imediatamente se uniu ao Yes, na guitarra e nos teclados. Open Your Eyes, lançado em 1997, originalmente seria um projeto colaborativo do duo Conspiracy, composto por Sherwood e Squire - ambos são amigos próximos. No entanto, para suprir a necessidade de um novo disco de estúdio por essa formação, foi decidido que seria um álbum do Yes. A turnê subseqüente apresentava poucas faixas do novo disco, e se concentrava mais no material clássico do Yes, como "Siberian Khatru". O retorno de Steve Howe para o Yes ao vivo, juntamente com uma maior ênfase no Yes dos anos 1970, foi considerado um projeto empolgante por muitos fãs. A turnê também contou com os teclados do russo Igor Khoroshev, que tocou em algumas faixas de Open Your Eyes. Igor foi efetivado como membro fixo da banda para o próximo disco, The Ladder. Muitos fãs consideram The Ladder como o retorno definitivo ao som clássico do Yes, principalmente devido aos teclados de Khoroshev, cujas performances ao vivo conseguiam reproduzir as partes de teclado de Wakeman com fidelidade maior, talvez, do que o próprio Wakeman. O trabalho de Sherwood ao vivo se limitava a fazer vocais e guitarras de apoio, com alguns momentos de destaque reproduzindo solos das músicas da era de Trevor Rabin. Howe se recusava a tocar os solos de Rabin, alegando que seu estilo não se encaixava naqueles tipos de solo (Howe nunca demonstrou simpatia por Rabin como membro do Yes, dizendo que Rabin simplificava suas partes de guitarra e que foi o responsável por ter "destruído" o som da banda, principalmente em Talk; Rabin, obviamente, discorda). A turnê de 1999 resultou em um DVD da performance nos House of Blues de Los Angeles. "Homeworld (The Ladder)", música de The Ladder, foi escrita para o jogo de computador de estratégia em tempo real Homeworld, da Relic Entertainment, e foi usado como tema nos créditos do jogo.

### Yes no século XXI
Sherwood voltou às suas atividades originais na banda na turnê Masterworks, em 2000, que apresentava um revival da canção "The Gates of Delirium" (do disco Relayer). Khoroshev foi demitido depois da turnê devido várias controvérsias devido à sua conduta nos bastidores incluindo uma acusação de abuso sexual, pouco antes do lançamento de Magnification, em 2001, primeiro disco com orquestra desde Time and a Word. Esse é o único álbum do Yes a não conter um tecladista fixo. A banda não só foi auxiliada por uma orquestra de sessenta músicos, como também teve partes especificas e alguns arranjos escritos pelo compositor de trilhas-sonoras Larry Groupe para serem tocados pela orquestra, soando como se a orquestra fosse um membro permanente. Para a turnê foi contratado o tecladista Tom Brislin.
Em 20 de abril de 2002 Rick Wakeman voltou para a banda, participando de uma turnê mundial. A formação clássica teve uma revitalização na sua presença no consciente popular, especialmente durante a celebração de seu 35º aniversário. Graças a uma votação online de músicas populares para serem tocadas, a banda adicionou "South Side of the Sky" em seu set list, um fato surpreendente, já que ela raramente era tocada, mesmo nas turnês de Fragile.
Essa revitalização mostrou-se durante um show no Madison Square Garden, em Nova York. Perto do fim da música "And You And I", aonde Howe termina de tocar sua parte na lap steel guitar, antes das últimas notas acústicas, a banda foi entusiasticamente ovacionada por vários minutos. A interrupção foi tamanha que quando findaram, os roadies já haviam retirado a guitarra de Howe - Wakeman teve então que tocar a última parte com Anderson cantando.
Foram momentos de muita emoção que evocaram os áureos anos 1970 onde apresentações desta magnitude eram feitas diariamente. Mais um recorde proporcionado pelo MSG ao Yes que, durante a turnê do disco Drama, nos anos 1980, teve sua capacidade máxima (vinte mil pessoas) alcançada nas três noites em que ali se apresentou.
Nos últimos shows da turnê, a banda tocou algumas músicas de forma acústica na última metade do concerto, depois de fazer uma apresentação ao vivo via satélite como parte da estreia do documentário Yesspeak.
Em 2005 o DJ Max Graham remixou "Owner of a Lonely Heart", creditada como Max Graham Vs. Yes. A música alcançou o Top 10 britânico.
Desde 2005, o Yes esteve em um hiato indefinido; membros da banda envolveram-se em vários projetos solo. Alan White formou uma nova banda, White, com Geoff Downes; o disco de estreia, auto-intitulado, foi lançado no dia 18 de Abril de 2006. Chris Squire se uniu a uma versão reformulada do The Syn em 2004. Foram feitos planos para uma turnê reunindo White, The Syn e Steve Howe para tocar músicas do Drama, foi cancelada devido a problemas com passaporte para os músicos ingleses após os atentados de Julho de 2005 em Londres. Alan White saiu em turnê em 2006. No dia 16 de Maio do mesmo ano, Squire anunciou que saiu do The Syn. No mesmo dia, os membros originais do Asia, incluindo Howe e Downes, anunciaram que se reuniriam para uma turnê de 25º aniversário, com início em Setembro.
Em Outubro de 2005, Jon Anderson disse que seria pouco provável que o Yes saísse em turnê em 2006, mas um disco de estúdio no início de 2007 seria a hipótese mais considerada dentre os projetos da banda.
Anderson e Wakeman fizeram uma turnê juntos em Outubro de 2006, e o setlist da maioria dos shows incluía material do Yes, ao lado de músicas das carreiras solo de ambos, e pelo menos uma canção da época de Anderson Bruford Wakeman Howe.
Em fevereiro de 2007 Jon Anderson concedeu uma entrevista para uma rádio na Filadélfia, dizendo que o Yes provavelmente vai se reunir em 2008 para uma turnê para comemorar o 40º aniversário da banda, e que Roger Dean estará criando as projeções artísticas para os shows.
Em Março de 2008 o grupo anunciou para julho o início da turnê mundial "Close to the edge and back", comemorativa dos quarenta anos (Jon Anderson declarou em recente entrevista que se trata de 41 anos) com concerto inicial no Canadá, passando a seguir pelos Estados Unidos. Fariam parte Anderson, Squire, Howe, White e, Oliver Wakeman, filho de Rick, nos teclados (em seu sítio, Rick Wakeman informou que por problemas de saúde não está em condições de fazer grandes turnês.) Oliver já tocou no passado com Howe, nos discos The 3 ages of magick (2001) e Spectrum (2005), fato este que facilitou sua indicação para os teclados da banda.
Apesar do anúncio, a turnê foi cancelada no início de Junho de 2008. O motivo seria a saúde frágil do vocalista Jon Anderson, internado em Maio com problemas respiratórios, o que, por conselhos médicos deverão manter Anderson em repouso pelos próximos seis meses sob o risco de agravamento de seu estado. "Gostaria que todos soubessem que estou muito decepcionado com essa reviravolta", disse o vocalista em uma mensagem aos fãs e à imprensa. "Eu estava ansioso para celebrar nossa música com a família incrível que são os fãs do Yes, mas como todos sabemos a saúde deve vir em primeiro lugar", conclui.
Em 2008, Jon Anderson foi substituído pelo cantor canadense Benoît David, da banda de rock progressivo Mistery e de uma banda tributo ao Yes chamada Close to the Edge. Anderson afirma que se sentiu "desapontado" e "desrespeitado" pela decisão da banda em prosseguir com uma turnê sem ele e pela falta de contato com os outros membros desde a sua doença. Jon Anderson atrasou uma turnê prevista do Yes devido a problemas respiratórios. Em 2008, após quatro anos, o restante do Yes se cansou de esperar e trouxe David para o lugar de Anderson. A banda embarcou em sua excursão 2008-2010 In The Present, que contou com Oliver Wakeman nos teclados. A turnê foi interrompida em fevereiro de 2009 devido a uma cirurgia de emergência que Squire realizou na perna e demorou mais um mês para se recuperar. A turnê foi documentado com o álbum ao vivo e um DVD In The Present - Live from Lyon, lançado em 2011.
Foi anunciado em Agosto de 2010 que novo material tinha sido escrito para o primeiro álbum de estúdio da banda desde 2001, Fly From Here. Howe desfez rumores de que Anderson foi convidado a voltar a cantar no disco, afirmando que todos os estúdio de gravação era para ser realizado pelo "line-up que realmente faz o trabalho ...". A banda assinou um contrato com a Frontiers Records e começou a gravar em Los Angeles com Trevor Horn atuando como produtor. Durante as sessões de gravação Oliver Wakeman foi substituído por Geoff Downes, de volta à banda depois de trinta anos. Após a conclusão da gravação em março de 2011 e pós-produção um mês depois, o álbum foi lançado mundialmente em meados de julho de 2011. Fly from Here atingiu o número 30 em paradas do Reino Unido e 36 na Billboard 200.
Em fevereiro de 2012, depois de contrair uma doença respiratória, David foi substituído pelo vocalista do Glass Hammer Jon Davison, que, como David, foi descoberto enquanto vocalista de uma banda cover do Yes. Squire afirmou que ele está aberto para o retorno de Anderson, no futuro, mas não vai ser considerado antes de pelo menos um ano de promoção de Fly from Here. Squire também mencionou a possibilidade de "Yes on Broadway" em 2013 para comemorar 45 º aniversário da banda. Ele alega que isso poderia envolver não só Jon Anderson, mas outros ex-membros, como Rick Wakeman e/ou Patrick Moraz.
Alguns comentários indicam que o Yes está planejando um novo álbum em 2013. Um artigo no 26 de julho de 2012 Filadélfia Metro (p. 8) diz que haverá um álbum novo do Yes em 2013, de acordo com Alan White. Uma entrevista em junho de 2012, Squire disse o seguinte: "o Yes tem um novo vocalista, Jon Davison, sendo um momento fantástico. Então, estamos avaliando a situação para fazer um novo álbum do Yes no próximo ano e eu tenho certeza que o novo material terá envolvimento de Jon Davison. Aos poucos, esta será uma nova parte da história do Yes". Em julho de 2014, é lançado o vigésimo primeiro disco da banda, Heaven & Earth.
O mais novo projeto da banda desde 2013 tem sido o anual Cruise To The Edge, um cruzeiro 5 estrelas que percorre as águas do Caribe durante uma semana, apresentando o Yes como host e diversas outras bandas e artistas solo em apresentações intercaladas a todo momento.
Chris Squire, co-fundador e único membro constante da banda, faleceu na noite de 27 de junho de 2015 em Phoenix, Arizona. Estava se tratando de um tipo raro de leucemia. Poucos meses antes de seu falecimento, ao ver-se obrigado a se afastar do grupo, Squire contatou seu grande amigo e frequente colaborador do Yes Billy Sherwood e pediu que o substituísse na turnê que seguiria. Assim, Sherwood tornou-se o novo baixista do Yes.
Em janeiro de 2016, os ex-membros do Yes Jon Anderson, Trevor Rabin e Rick Wakeman anunciaram seu novo grupo, Anderson, Rabin e Wakeman (ARW). Eles afirmaram que a morte de Squire os inspirou a seguir em frente com esse projeto, no qual já trabalhavam desde 2010 . Geoff Downes e Steve Howe, do Yes, desejaram boa sorte ao novo grupo de seus ex-companheiros . A turnê An Evening of Yes Music and More começou em outubro de 2016 e contou com o baterista Lou Molino III e o baixista Lee Pomeroy. Após a indução de Yes no Hall da Fama do Rock and Roll, a banda renomeou-se Yes featuring Jon Anderson, Trevor Rabin and Rick Wakeman . Eles executaram uma turnê de quatro meses em 2018 para celebrar cinquenta anos da banda Yes, o grupo se desfez. Apesar dos planos de lançar um disco desse projeto (que começou a ser gravado pelo trio ainda em 2011), o único lançamento do grupo foi uma música chamada "Fragile", em 2015 .
Em 2016, Yes tocou na íntegra o setlist dos discos Fragile e Drama em sua turnê europeia de abril a junho. Trevor Horn foi vocalista convidado de dois shows no Reino Unido, cantando "Tempus Fugit".  Na turnê norte-americana feita entre julho e setembro de 2016, o repertório incluía o disco Drama e os lados um e quatro de Tales from Topographic Oceans. Alan White perdeu alguns shows para se recuperar de uma cirurgia nas costas, e foi substituído pelo baterista americano Jay Schellen. Dylan Howe, filho de Steve, tinha sido originalmente convidado para ser o substituto de White, mas foi impedido de se envolver devido à problemas de visto . Até fevereiro de 2017, Schellen continuou a tocar a bateria principal na maioria dos shows, com White tocando em algumas músicas. O álbum ao vivo Topographic Drama – Live Across America, gravado na turnê de 2016, foi lançado no final de 2017, e marca o primeiro disco de Yes a não apresentar Chris Squire. Ainda em 2017, a banda visitou os EUA, e foi headliner no Cruise to the Edge .
Em 2018, a turnê do Yes trouxe o tecladista original Tony Kaye como convidado especial, marcando suas primeiras apresentações com a banda desde 1994. Seguiu-se uma turnê comemorativa de 50 anos da banda, tocando metade de Tales from Topographic Oceans e uma seleção de músicas importantes de sua história. As duas datas de Londres incluíram uma convenção de fãs de aniversário que coincidiu com o lançamento de Fly from Here – Return Trip, uma nova versão do álbum de 2011 com novos vocais e mixagens de Horn, que também se apresentou como um cantor convidado especial durante alguns shows da turnê . Em apresentações da mesma turnê, aconteceram participações especiais de Kaye, Horn, além dos ex-tecladistas Tom Brislin (que tocou com a banda na turnê Symphonic Live) e Patrick Moraz (o inesquecível tecladista da época de Relayer, que se apresentou pela última vez com o Yes em 1976). Em 2019, Jay Schellen continuou a tocar como segundo baterista, pois Alan White teve uma infecção bacteriana nas articulações a partir de novembro de 2017. A turnê foi documentada com o álbum ao vivo Yes 50 Live, lançado em 2019 .
Em 2019, a banda lança o EP From a Page, que traz gravações com a formação que gravou o disco Fly From Here (Benoit David, Chris Squire, Steve Howe, Oliver Wakeman e Alan White). O lançamento desse trabalho incluiu uma versão mais completa da apresentação que a banda fez em 2009 na cidade de Lyon (França), e que saiu com o nome In The Present - Live From Lyon .
Yes trabalhou em material novo para seu vigésimo segundo álbum de estúdio The Quest, do final de 2019 a 2021, e Steve Howe foi designado como o único produtor. Os bloqueios trazidos pela pandemia COVID-19 resultaram nos membros gravando suas partes em estúdios separados e enviando-as para Howe e o engenheiro Curtis Schwartz na Inglaterra. Em 2021, Howe, Davison e Downes se reuniram e completaram o álbum. The Quest foi lançado em de outubro de 2021. As duas faixas iniciais, "The Ice Bridge" e "Dare to Know", foram lançadas como singles digitais. O álbum alcançou o número 20 no Reino Unido . No momento em que The Quest foi lançado, Yes já falava publicamente dos planos sobre um álbum seguinte. Em maio de 2022, Sherwood confirmou que a banda havia começado a gravar material novo .
Em 22 de maio de 2022, Yes anunciou que Alan White ficaria de fora da turnê de 2022 devido a problemas de saúde e que Jay Schellen seria o único baterista. Dias depois, em 26 de maio, a banda anuncia que Alan White tinha falecido aos 72 anos, após um breve problema de saúde . Com a morte de White e Squire, o Yes perde dois dos integrantes da chamada "formação clássica" da banda (que incluiu Jon Anderson, Rick Wakeman e Steve Howe).
Após a morte de White, o Yes retomou a turnê em junho de 2022 passando por Reino Unido e Irlanda para comemorar o 50º aniversário de Close to the Edge .

## Discografia
| Álbuns - Yes (1969) - Time and a Word (1970) - The Yes Album (1971) - Fragile (1971) - Close to the Edge (1972) - Yessongs (1973) - Tales from Topographic Oceans (1973) - Relayer (1974) - Yesterdays (1975) - Going for the One (1977) - Tormato (1978) - Drama (1980) - Yesshows (1980) - Classic Yes (1981) - 90125 (1983) - 9012Live (1985) - Big Generator (1987) - ABWH (1989) - Union (1991) - Yesyears (Box Set) (1991) - Yesstory (1992) - Highlights: The Very Best Of Yes (1993) - Symphonic Music of Yes (1993) - An Evening of Yes Music Plus (1994) - Talk (1994) - Keys to Ascension (1996) - Keys to Ascension 2 (1997) - Open Your Eyes (1997) - Something´s Coming/Beyond and Before (1998) - The Ladder (1999) - Best of Yes (2000) - Live from the House of Blues (2000) - Keystudio (2001) - Magnification (2001) - In a Word: Yes (2002) - The Ultimate Yes (2003) - The Word Is Live (Box Set) (2005) - Fly from Here (2011) - In the Present – Live from Lyon (2011) - Heaven & Earth (2014) - Progeny: Seven Shows from Seventy-Two (2015) - Topographic Drama – Live Across America (2017) - From a Page (2019) - The Quest (2021) - Mirror to the Sky (2023) Tributos e compilações - Age Of Atlantic - New Age of Atlantic - Yes, Friend and Relatives - Tales from Yesterday - Supernatural Fairy Tales Livros - The Authorised Biography - Yes, But What Does It Mean? - Music of Yes - Yesstories - Close to the Edge - An Endless Dream... CD-ROM - Yes Active - Homeworld DVD-A - Magnification Outros - 12 Inches on Tape - YesSymphonic EP Vídeos - Yessongs (VHS/DVD/LD) - Live at QPR (VHS/DVD/LD) - Live in Philadelphia (VHS/DVD/LD) - 9012Live (VHS) - YesYears (VHS/LD) - Greatest Video Hits (VHS/LD) - Musikladen Live (VHS/DVD) - Union Tour Live (VHS/LD) - House of Yes (VHS/DVD) - Keys to Ascension (DVD/LD) - Symphonic Live (DVD) - Yes Acoustic (DVD) - Songs From Tsongas - The Yes 35º Anniversary (DVD) - Live At Montreux 2003 (DVD)* - In the Present – Live from Lyon - 2011 (CD/DVD)* | Compactos - "Sweetness" - "Something´s Coming" - "Looking Around" - "Everydays" - "Every Little Thing" - "Dear Father" - "Time and a Word" - "The Prophet" - "Sweet Dreams" - "I've Seen All Good People" - "Clap" (erroneamente intitulada "The Clap" na versão do álbum) - "Yours Is No Disgrace" - "Roundabout" - "Long Distande Runaround" - "No Opportunity Necessary, No Experience Needed" - "America" - "And You and I" - "Close to the Edge" - "Total Mass Retain" - "A Venture" - "Soon" - "Sound Chaser" - "Wonderous Stories" - "Parallels" - "Awaken" - "Going for the One" - "Turn of the Century" - "Don´t Kill the Whale" - "Abilene" - "Release, Release" - "Into the Lens" - "Does it Really Happen?" - "Run Through The Light" - "White Car" - "It Can Happen" - "Owner of a Lonely Heart" - "Our Song" - "Leave It" - "Rhythm of Love" - "City of Love" - "Hold On" - "Love Will Find a Way" - "Holy Lamb" - "Big Generator" - "Lift Me up" - "Give and Take" - "Take the Water to the Mountain" - "Saving My Heart" - "I Would Have Waited Forever" - "Make It Easy" - "Mood For a Day" - "State of Play" - "Walls" - "The Calling" - "I Am Waiting" - "That, That Is" - "Be The One" - "Open Your Eyes" - "No Way We Can Lose" - "New State of Mind" - "For Everyone" - "Lightning Strikes" - "Homeworld" - "If Only You Knew" |